# جويل هينمان
جويل هينمان (بالإنجليزية: Joel Hinman)‏ هو محامي وقاضي أمريكي، ولد في 27 يناير 1802، وتوفي في 21 فبراير 1870.